# Jimy Szymanski
Jimy Szymanski Ottaviano (Caracas, 15 de setembro de 1975) é um ex-tenista profissional venezuelano.
Jimy Szymanski foi medalhista de prata em duplas e bronze em simples nos Jogos Pan-Americanos, em 1995.